# Климишин Іван Тимофійович
Климишин Іван Тимофійович (псевдо: Крук) (1918, с. Верещаки, (тепер Лановецький район, Тернопільська область) — пом. 7 травня 1944, Лопушненський ліс, район с. Лопушне, Кременецький район, (можливо с. Лопушне, Лановецький район), Тернопільська область) — український військовик, поручник УПА, організатор перших збройних відділів УПА, курінний УПА.
Лицар Золотого Хреста бойової заслуги 2-го класу (1948, посмертно).

## Юні роки
Народився Іван Климишин у 1918 (за іншими даними, у 1919) у с. Верещаки, нині Лановецького району на Тернопільщині в сім'ї малоземельного селянина.
Початкову освіту здобув у рідному селі. Згодом закінчив 7 класів Вишгородської школи, яка в той час називалась семінарією. За іншими даними навчався у Вишнівецькому ремісничому училищі (чи ремісничій школі).

## Діяльність в ОУН та УПА

Могила І. Климишина-Крука в с. Верещаки

Під час навчання у Вишнівецькому ремісничому училищі в 1936 році вступив до ОУН, за що польська влада засудила його й ув'язнила у Кременецькій тюрмі, згодом — у Березі Картузькій. Після приходу більшовиків І. Климишин в листопаді 1939 нелегально перейшов кордон і навчався в розвідувальній школі у Німеччині. У липні 1941 разом з Вавринюком повернувся в рідні місця. Учасник похідних груп ОУН на схід України. В Києві у 1942 заарештований гестапо, але по дорозі до тюрми втік.
У середині 1942 р. направлений на Волинь під псевдом «Крук». У 1942—1943 роках Іван Климишин повітовий військовий референт ОУН Кременеччини. Під його командуванням вже восени 1942 р. розпочала діяльність перша сотня УПА на Кременеччині, яка згодом стала основою Кременецького куреня.
Повстанці під його керівництвом провели низку акцій: у лютому 1943 р. розбили залогу Кременецької тюрми і випустила на волю в'язнів, через місяць цю акцію повторили; навесні 1943 р. на шосе Шумськ-Кременець розбили колону німецьких автомашин, здійснили переможні бої з окупантами у селах Огризківці на Лановеччині, Великі Бережці на Кременеччині, Великі Дедеркали на Шумщині.
Ось як подано в повстанському звіті інформацію про бої «Крука» від 11 червня до 10 липня 1943 року:

| «За звітній час відділ Крука провів цілий ряд успішних акцій, котрі ще більше здеморалізували спокій ворога. Слід відмітити такі дії: 12.VI в с. Оришківці розбито шумський відділ німців, котрих заскочили під час пограбування ними села. З сторони німців 9 вбитих, кілька поранених, а решта втікла в паніці, гублячи по дорозі зброю. Зі сторони відділу один легко поранений…». |
На Волині «Крук» став живою легендою. Його боївка дуже швидко переросла в сотню, сотня — в курінь. Вороги двічі нищили його табір (у 1943 р. — німці, у 1944 р. — більшовики).
Загалом на території північної Тернопільщини основними провідниками УПА були: «Еней» (Петро Олійник) — командир воєнної округи «Богун» та курінні «Кропива» (Василь Процюк) — шеф штабу УПА-Південь і «Крук» (Іван Климишин). У результаті діяльності керованих ними загонів велика частина території північної Тернопільщини перебувала під контролем повстанців.
Наприкінці грудня 1943 р. відділ командира І. Климишина («Крука») проходив через Тернопільщину з Волині рейдом у Кам'янець-Подільську область, по дорозі ведучи бої з німцями. Здійснено прорив німецького оточення коло с. Іванкова і вихід на Чортківщину та Заліщанщину. З метою пропаганди повстанці взяли із собою велику кількість літератури, виданої в підпільній друкарні ОУН в с. Озеряни Борщівського району.

## Загибель і пам'ять
Під час переходу лінії фронту 7 травня (за іншими даними, 7 квітня) 1944 р. «Крука» вистежили зрадники. У Лопушненському лісі замаскований енкаведист вистрілив йому в спину. Тільки через півроку тіло «Крука» перепоховано сотнею «Морозенка» в рідних Верещаках.
За хоробрість і вміле командування бойовими частинами УПА Українська Головна Визвольна Рада (УГВР) у 1948 році присвоїла йому посмертно звання поручника, нагородила Золотим Хрестом бойової заслуги 2-го класу.
Експозиція, присвячена «Круку», відкрита у колишньому штабі УПА, що в селі Антонівцях Шумського району.
Ганною Кичук про бойовий шлях повстанського командира видана книга під назвою «Розстріляна юність» (видавництво «Лілея», 2006 р.).

## Рік «подарованого життя»
Через зрозумілу конспірацію повстанців, а також через використання однакових псевд, досить часто виникає плутанина і змішування життя різних осіб з однаковими псевдами. Не уник цього й Іван Климишин. Через те, що його сплутали з іншим «Круком» (Богданом Федиком), який також був курінним і діяв практично на тій же території Тернопільщини, Івану Климишину «подарували» ще рік життя. І деякі події, які відбулися вже з куренем Б. Федика, приписують куреню І. Климишина. Зокрема:
- 3-8 листопада 1944 — рейд відділу «Крука» по Кам'янець-Подільській області (Смотрицький, Дунаївський, Ярмолинський, Сатанівський райони). Цього разу противником уже були війська НКВС, з якими були бої 4 та 7 листопада.[6]
- 7 травня 1945 — бій сотні «Сірі Вовки» під Сосулівкою з 281-м полком НКВС, де власне і загинув курінний «Крук» (але не Климишин, а Федик) і завершення цього бою, коли сотня в складі 140 бійців, усе ж вирвалася з першого оточення, але 10 травня блокована з трьох боків військами НКВС і притиснута до високого берега Дністра, була вимушена прийняти останній бій. 20 бійців, які уціліли після цілоденного бою, останні кулі залишили для себе.[7]